# Episodi di Mannix (settima stagione)
La settima stagione della serie televisiva Mannix è stata trasmessa in anteprima negli Stati Uniti d'America dalla CBS tra il 16 settembre 1973 e il 31 marzo 1974.
| nº | Titolo originale                | Titolo italiano | Prima TV USA      | Prima TV Italia |
| -- | ------------------------------- | --------------- | ----------------- | --------------- |
| 1  | The Girl in the Polka Dot Dress |                 | 16 settembre 1973 |                 |
| 2  | A Way to Dusty Death            |                 | 23 settembre 1973 |                 |
| 3  | Climb a Deadly Mountain         |                 | 30 settembre 1973 |                 |
| 4  | Little Girl Lost                |                 | 7 ottobre 1973    |                 |
| 5  | The Gang's All Here             |                 | 14 ottobre 1973   |                 |
| 6  | Desert Run                      |                 | 21 ottobre 1973   |                 |
| 7  | Silent Target                   |                 | 28 ottobre 1973   |                 |
| 8  | A World Without Sundays         |                 | 4 novembre 1973   |                 |
| 9  | Sing a Song of Murder           |                 | 11 novembre 1973  |                 |
| 10 | Search in the Dark              |                 | 25 novembre 1973  |                 |
| 11 | The Deadly Madonna              |                 | 2 dicembre 1973   |                 |
| 12 | Cry Danger                      |                 | 9 dicembre 1973   |                 |
| 13 | All the Dead Were Strangers     |                 | 16 dicembre 1973  |                 |
| 14 | Race Against Time (Part 1)      |                 | 6 gennaio 1974    |                 |
| 15 | Race Against Time (Part 2)      |                 | 13 gennaio 1974   |                 |
| 16 | The Dark Hours                  |                 | 20 gennaio 1974   |                 |
| 17 | A Night Full of Darkness        |                 | 27 gennaio 1974   |                 |
| 18 | Walk a Double Line              |                 | 10 febbraio 1974  |                 |
| 19 | The Girl from Nowhere           |                 | 17 febbraio 1974  |                 |
| 20 | A Rage to Kill                  |                 | 24 febbraio 1974  |                 |
| 21 | Mask for a Charade              |                 | 3 marzo 1974      |                 |
| 22 | A Question of Murder            |                 | 10 marzo 1974     |                 |
| 23 | Trap for a Pigeon               |                 | 24 marzo 1974     |                 |
| 24 | The Ragged Edge                 |                 | 31 marzo 1974     |                 |